# 6846 Kansazan
6846 Kansazan (1976 UG15) là một tiểu hành tinh vành đai chính được phát hiện ngày 22 tháng 10 năm 1976 bởi H. Kosai và K. Hurukawa ở Đài thiên văn Kiso.